# 紅樓夢魘
《紅樓夢魘》是張愛玲的紅學著作，通過研究《紅樓夢》，推論曹雪芹的創作過程和原著樣貌。写于 1960 年代末期至 1970 年代中期。

## 內容簡介
張爱玲在首篇「紅樓夢未完」說：「有人說過三大恨事是『一恨鰣魚多刺，二恨海棠無香……』第三件不記得了，也許這是因為我下意識地覺得應當是『三恨紅樓夢未完』」。她認為書名為「紅樓夢」時期的早本已完，但最後因曹雪芹逝世並未改完。而無名氏及高鹗、程偉元的續作糟蹋了八十回本，完全將《紅樓夢》“庸俗化”了，在「序言」中更提到：「紅樓夢未完還不要緊，壞在狗尾續貂成了附骨之疽──請原諒我這混雜的比喻」。
張愛玲在1969年2月20日致夏志清的信中說道：“……我上次提到《紅樓夢》前八十回改寫經過，是先證明吳世昌的《風月寶鑒》序不對——他說回首批是曹雪芹弟弟寫的《風月寶鑒》序——但是他這條路子對，嚴格執行起來，可以發現一個早本，內容不到現在的一半。缺的部分怎樣一件件先後添出，都給算出來，連帶證明五分之三十三，這三回本來位置較後，因為這樣solve a puzzle，不能做到一半擱下，所以耽擱了譯書。”
張爱玲認為：曹雪芹創作《紅樓夢》達二十多年之久，為了省抄工，不見得每次大改就從頭重抄，作者儘量利用手頭現有的抄本。在長期改寫中，早先流傳出去的抄本也亦步亦趨，跟著抽換改稿。所以各本內容新舊不一，不能僅因某處年代而判斷各本的早晚。

## 相關評論
陳維昭在《紅學通史》中說：“她的很多有價值的論斷並未充分展開，但卻成為此後中國大陸和海外的《紅樓夢》版本研究的頗具啟示意義的先聲。她的識小辨微的意義不僅在於版本研究的細化，而主要在於她以細微為單位，從而揭示了《紅樓夢》版本關係的一個重要特點，即各版本（包括抄本和刻本）的演變並非今天所知的‘本’為單位，任何以‘本’為單位的描述，在具體的識小辨微面前將會被證明是錯誤的”。
周汝昌的《定是红楼梦里人》，曾稱：“只有张爱玲，才堪称雪芹知己”:222、“我自惭枉作了‘红学家’”:53。